# Сіттулуото
Сі́ттулуото (рос. Ситтулуото) — невеликий скелястий острів у Ладозькому озері, частина Західного архіпелагу. Територіально належить до Лахденпохського району Карелії, Росія.
Острів округлої форми, діаметром 0,2 км.